# Brug 801
Brug 801 is een vaste brug in Amsterdam-Zuid.
De brug is gelegen in Goudestein, een oostwest lopende straat in Buitenveldert. Ze voert over een afwateringstocht die parallel loopt aan de Van der Boechorststraat aldaar. De grote verkeersstroom vindt plaats over de M. Justbrug in de Van Nijenrodeweg, vandaar dat er hier bij het rustige Goudestein met een bijna 14 meter brede brug kon worden volstaan. De brug geeft daarbij nog ruim baan voor voetgangers met relatief brede trottoirs (2 x 350 cm breed). De brug dateert net als haar buren, de M. Justbrug en brug 802 uit 1961.
De brug is ontworpen door architect Peter Pennink, destijds in dienst dan wel werkend voor de Dienst der Publieke Werken. Daar waar de brughoofden van de M. Justbrug nog bekleed werden met breuksteen, is bij brug 801 het "kale" beton te zien. De duiker is daarbij slechts vier meter breed in een gracht van 25 meter breed, de landhoofden staan dus ver het water in, maar voeren ook ver in de zachte kades hier. Opvallend aan de brug zijn de groenen leuningen, balustraden, daar waar zij in Amsterdam bij betonnen bruggen meest blauw van kleur zijn. Het geheel wordt gedragen door een paalfundering van voorgespannen betonpalen. Door de duiker loopt een faunapassage.

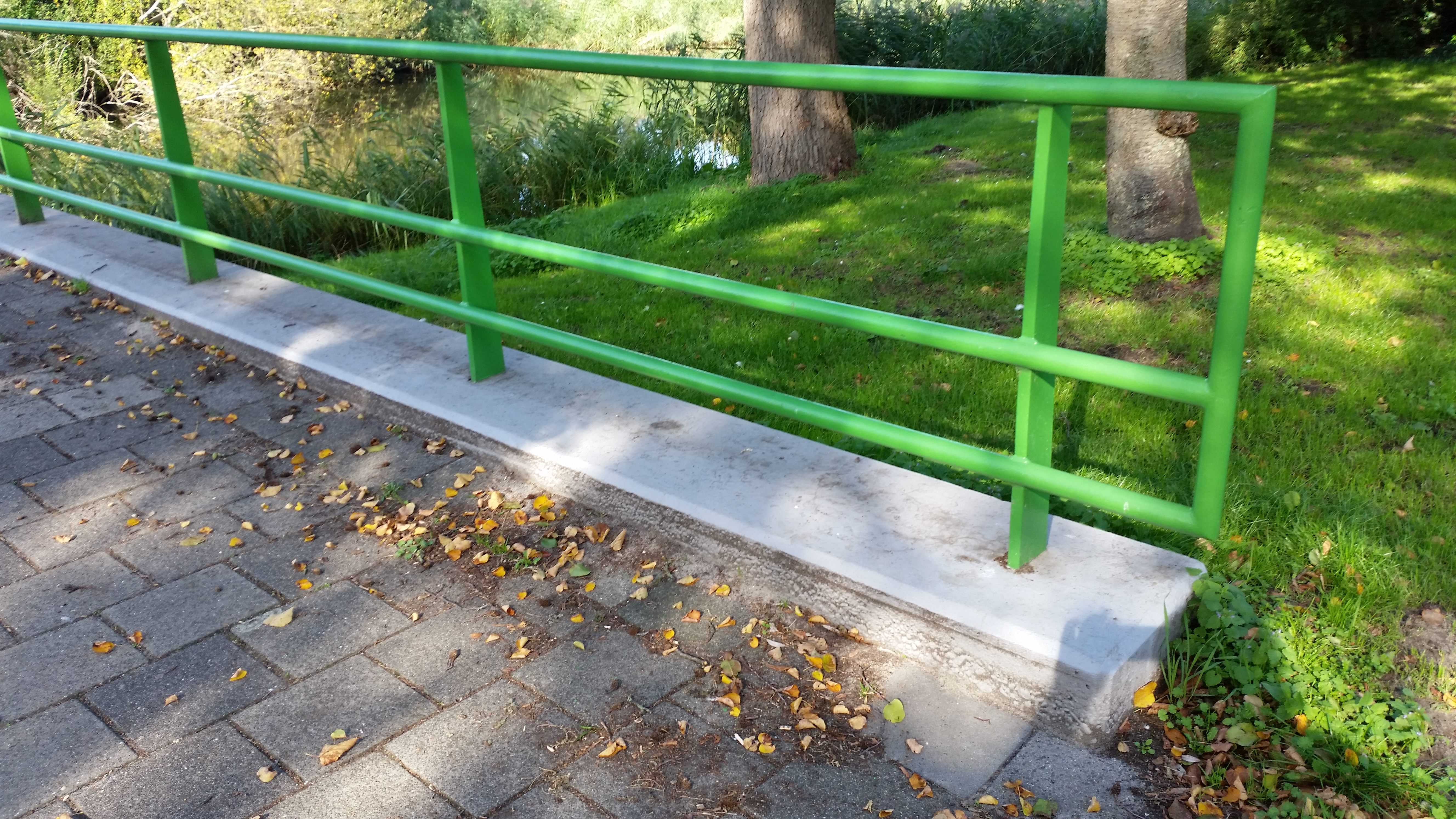
Detail van de leuning (oktober 2018)

<<< · 801 · 802 · 803 · 804 · 805 · 808 · 811 · 812 · 813 · 814 · 815 · 816 · 817 · 818 · 819 · 820 · 821 · 822 · 823 · 824 · 825 · 826 · 827 · 828 · 829 · 830 · 831 · 832 · 833 · 834 · 835 · 836 · 837 · 838 · 839 · 840 · 841 · 842 · 844 · 845 · 846 · 848 · 849 · 850 ·  854 · 856 · 857 · 858 · 859 · 860 · 863 · 864 · 865 · 866 · 867 · 868 · 869 · 870 · 871 · 872 · 873 · 875 · 876 · 877 · 889 · 890 · 891 · 892 · 893 · 895 · 896 · 897 · 898 · 899 · >>>
Brugnummers 800, 806, 807, 809, 810, 843 (gesloopt, Uilenstede, Amstelveen), 847 (Uilenstede, Amstelveen) , 851 (gesloopt, Dirk Sterenberg), 852 (gesloopt, Dirk Sterenberg), 853 (gesloopt, Dirk Sterenberg), 855, 861, 862, 874, 878, 879, 880, 881, 882, 883, 884, 885, 886, 887, 888, 894 zijn niet (meer) vergeven.